# Mark Bunn
Pour les articles homonymes, voir Bunn.
Mark John Bunn, né le 16 novembre 1984 à Southgate, est un footballeur anglais qui évolue au poste de gardien de but.

## Biographie
Le 29 août 2012, il signe pour deux saisons plus une en option en faveur de Norwich City.
Le 9 juillet 2015, il rejoint Aston Villa.